# Dawid Sendrowicz' murstenshus
Dawid Sendrowicz’ murstenshus (polsk Kamienica Dawida Sendrowicza) ligger på hjørnet af Piotrkowska-gaden 12 og 1905-revolutionens gade i Łódź.
Bygningen blev rejst i 1897 til Dawid Sendrowicz, efter tegninger af Dawid Lande. I 1908 blev bygningen købt af Z. Liebermann.
Murstenshuset har fire etager og præsenterer historisk arkitektur, som præges af nygotiske, barokke, manieristiske og neorenæssanceelementer. Karakteristiske træk ved bygningen er karnappet, som dækkes af en smuk hjelm, og to pseudorisalitter udsmykket med basrelieffer af delfiner og drager. Hjørnetårnet er et typisk træk ved arkitekturen i Łódź. Vinduerne har forskellige indramninger på hver etage. Den er fra første etage henholdsvis klassisk, manieristisk, mauretansk og renæssance. 
I første etage findes i dag en af byens bedre restauranter – Restauracja Polska (Den polske restaurant).
51°46′29.11″N 19°27′17.57″Ø / 51.7747528°N 19.4548806°Ø